# Équipe d'Allemagne de l'Est de football en 1957
Il s'agit des matchs de la sélection est-allemande au cours de l'année 1957.

## Matchs et résultats
| Match amical                             | Allemagne de l'Est                   | 3 – 0   | Luxembourg | Stade Walter-Ulbricht, Berlin-Est                                |                                                                  |
| 10 mars 1957 · Historique des rencontres | Wirth 2e · Schröter 30e · Tröger 42e | (3 - 0) |            | Spectateurs : 40 000 Arbitrage : M. Obtulovic ( Tchécoslovaquie) | Spectateurs : 40 000 Arbitrage : M. Obtulovic ( Tchécoslovaquie) |

| Qualifications coupe du monde 1958      | Allemagne de l'Est     | 2 – 1   | Pays de Galles | Stade central, Leipzig                                             |                                                                    |
| 19 mai 1957 · Historique des rencontres | Wirth 21e · Tröger 61e | (1 - 1) | 6e M. Charles  | Spectateurs : 100 000 Arbitrage : M. Latyschev ( Union soviétique) | Spectateurs : 100 000 Arbitrage : M. Latyschev ( Union soviétique) |

| Qualifications coupe du monde 1958       | Tchécoslovaquie                     | 3 – 1   | Allemagne de l'Est | Spartak Stadion, Brno                                     |                                                           |
| 16 juin 1957 · Historique des rencontres | Kraus 60e · Bubnik 81e · Molnar 89e | (0 - 1) | 18e Wirth          | Spectateurs : 50 000 Arbitrage : M. Jørgensen ( Danemark) | Spectateurs : 50 000 Arbitrage : M. Jørgensen ( Danemark) |

| Qualifications coupe du monde 1958            | Pays de Galles                 | 4 – 1   | Allemagne de l'Est | Ninian Park, Cardiff                                    |                                                         |
| 25 septembre 1957 · Historique des rencontres | Palmer 38e 44e 73e · Jones 42e | (3 - 0) | 25e Kaiser         | Spectateurs : 30 000 Arbitrage : M. Leafe ( Angleterre) | Spectateurs : 30 000 Arbitrage : M. Leafe ( Angleterre) |

| Qualifications coupe du monde 1958          | Allemagne de l'Est | 1 – 4   | Tchécoslovaquie                         | Stade central, Leipzig                                  |                                                         |
| 27 octobre 1957 · Historique des rencontres | Müller 35e         | (1 - 3) | 4e 88e Kraus · 23e Moravcik · 43e Novak | Spectateurs : 110 000 Arbitrage : M. Schwinte ( France) | Spectateurs : 110 000 Arbitrage : M. Schwinte ( France) |